# Convección natural
La convección natural es un mecanismo , o tipo de transporte de calor, en que el movimiento del fluido no es generado por cualquier fuente externa (como una bomba, ventilador, dispositivo de succión, etc.) pero solo por diferencias de densidad en el fluido ocurriendo debido a gradientes de temperatura. En convección natural, el fluido que rodea una fuente de calor recibe calor y por la expansión térmica se hace menos denso y asciende. El fluido circundante más fresco entonces se mueve para reemplazarlo. Este fluido más fresco es entonces calentado y el proceso continúa, formando una corriente de convección; este proceso transfiere energía calórica del fondo de la célula de convección a la parte superior. La fuerza de movilidad por convección natural se llama flotabilidad, como resultado de diferencias de densidad en el fluido. Debido a esto, la presencia de una aceleración apropiada como surge de la resistencia a la gravedad, o una fuerza equivalente (surgiendo por aceleración, fuerza centrífuga o Coriolis efecto), es esencial para la convección natural. Por ejemplo, la convección natural esencialmente no opera en entornos de libre-caída (inercial), tal como el caso de la Estación Espacial Internacional en órbita, donde otros mecanismos de transferencia del calor son requeridos para impedir el sobrecalentamiento de componentes electrónicos.
La convección natural ha atraído la atención de investigadores debido a su presencia tanto en la naturaleza como en aplicaciones de ingeniería. En la naturaleza, células de convección formadas del aire ascendente sobre tierras, calentadas por el sol, o aguas son una característica importante en todos los sistemas de tiempo. La convección es también vista en el ascenso del penacho de aire caliente por fuegos, tectónica de placas, corrientes oceánicas (circulación termohalina) y formación de viento marino (dónde la convección ascendente es también modificada por las fuerzas de Coriolis). En aplicaciones de ingeniería, la convección es generalmente visualizada en la formación de microestructuras durante el enfriamiento de metales fundidos, y flujos de fluidos alrededor de aletas de disipación de calor, y estanques solares. Una aplicación industrial muy común de convección natural es el enfriamiento por aire libre sin la ayuda de ventiladores: esto puede pasar en pequeñas escalas (chips de ordenador) como en equipamiento de procesos a gran escala.

## Convección natural de una placa vertical
La convección natural de una placa vertical difiere a la de una placa horizontal ya que el efecto de la gravedad en la temperatura es distinto. En el caso de la convección natural de una placa vertical, todo el calor recae sobre ella misma por lo tanto el coeficiente es más elevado. Este fenómeno se puede observar en los hornos creados por la empresa FDO.

## Ebullición
Es el pasaje de líquido saturado a vapor saturado.

## Ebullición natural
Se comienza a calentar el líquido por lo que el Nu que se genera es para el líquido en movimiento. La circulación es baja por lo que los coeficientes convectivos son bajos.

## Ebullición nucleada
Se determina un Nusselt para la burbuja que se genera. Se genera una mayor circulación con lo que los coeficientes convectivos aumentan. Las burbujas se forman en gran cantidad y suben a la superficie dejando el elemento calefactor libre de burbujas. Esta región finaliza con el flujo crítico de calor que corresponde a la variación de temperatura crítica.

## Ebullición post-nucleada
Esta región finaliza en el flujo mínimo de calor debido a que se cubre de una capa de burbujas estáticas y se genera la capa aislante de vapor.

## Ebullición de película
Como resultado del aumento del gradiente de temperatura, las burbujas se rompen y se forma una capa de líquido donde se conduce el calor y el flujo de calor vuelve a aumentar.

## Condensación
Es el pasaje de vapor saturado a líquido saturado.

### En película
En la transferencia de calor debido a la condensación sobre la superficie en forma de capa.

### En gotas
Debido a las imperfecciones en la superficie, se generan núcleos de líquido que se acrecientan para luego formar una película. En este fenómeno el vapor pasa un mayor tiempo en contacto con la superficie desnuda por lo que los coeficientes convectivos son mayores.
- Datos: Q3285020